# (3383) Koyama
Pour les articles homonymes, voir Koyama.
(3383) Koyama est un astéroïde de la ceinture principale découvert le 9 janvier 1951 par l'astronome allemand Karl Wilhelm Reinmuth. Le lieu de découverte est Heidelberg (024). Sa désignation provisoire était 1951 AB.
Sa distance minimale d'intersection de l'orbite terrestre est de 1,442580 ua.